# Levieina
Levieina – podplemię pająków z rodziny skakunowatych i podrodziny Salticinae. Zalicza się do niego 7 opisanych gatunków, zgrupowanych w trzech rodzajach. Wszystkie występują endemicznie na Nowej Gwinei.

## Charakterystyka
Przedstawiciele podplemienia wyróżniają się przede wszystkim cechami sekwencji genetycznej rybosomowego RNA 28S z podjednostki dużej rybosomu. Jako jedyną potencjalną synapomorfię morfologiczną wymienia się obecność ostrogi ektalnej na członie podstawowym (paturonie) szczękoczułków u samców. Cechy tej brak jednak u rodzaju Agoriodes, stąd musiałaby ona zostać u niego utracona wtórnie.

## Ekologia i występowanie
Wszystkie gatunki występują endemicznie na Nowej Gwinei w Górach Centralnych i u ich podnóży. Znane ich stanowiska znajdują się na terenie Papui-Nowej Gwinei, na rzędnych od 570 do 3700 m n.p.m., przy czym powyżej 3000 metrów występują tylko przedstawiciele rodzaju Leviea. Zasiedlają piętra ściółki i podszytu lasów.

## Taksonomia
Takson ten wprowadzony został w 2019 roku przez Wayne’a P. Maddisona i Tamása Szűtsa w ramach rewizji skakunowatych z plemienia Myrmarachnini zamieszkujących Papuę-Nową Gwineę opublikowanej na łamach ZooKeys. Wyróżnienia podplemion w obrębie Myrmarachnini autorzy dokonali na podstawie molekularnej analizy filogenetycznej. W jej wynikach Levieina zajęły pozycję siostrzaną względem Myrmarachnina, tworząc z nimi klad siostrzany dla Ligonipedina.
Do podplemienia tego zalicza się 7 opisanych gatunków, zgrupowanych w trzech rodzajach:
- Agoriodes Maddison et Szűts, 2019
- Leviea Maddison et Szűts, 2019
- Papuamyr Maddison et Szűts, 2019

Według wyników molekularnej analizy filogenetycznej rodzaje Agoriodes i Papuamyr stanowią grupy siostrzane, podczas gdy Leviea zajmuje w obrębie podplemienia pozycję bazalną.